# Gonomyia (Paralipophleps) micromera
Gonomyia (Paralipophleps) micromera is een tweevleugelige uit de familie steltmuggen (Limoniidae). De soort komt voor in het Neotropisch gebied.